# Belonia uncinata
Belonia uncinata är en lavart som beskrevs av P. M. McCarthy & Kantvilas. Belonia uncinata ingår i släktet Belonia och familjen Gyalectaceae.   Inga underarter finns listade i Catalogue of Life.